# Stadio Mario Battaglini
Lo stadio comunale Mario Battaglini è un impianto sportivo di Rovigo, attualmente destinato all'uso rugbistico; esso è infatti sede degli incontri interni del Rugby Rovigo Delta.
Lo stadio, della capienza di 5 500 posti a sedere su due tribune principali, ma con un'espansione a 7 000 posti con una tribuna aggiunta (nord) in caso di una finale scudetto, è intitolato al rugbista Mario Battaglini (1919-1971), cui è intitolato anche un monumento celebrativo — a opera dello scultore Cesare Zancanaro — presente nell'impianto stesso.
A partire dal 2018 vi gioca gli incontri casalinghi anche la squadra di football americano degli Alligators Rovigo.
Nel 2002 vi si esibirono i Pooh, ma il concerto venne sospeso per un nubifragio.

## Storia
La costruzione dell'impianto, che si trova nella zona settentrionale della città, risale agli anni sessanta, per iniziativa dell'amministrazione comunale di Rovigo, al fine di dare una sede appropriata alla locale squadra di rugby, all'epoca detentrice del settimo titolo italiano, conquistato nel campionato 1963-1964. Terminati i lavori, fu ufficialmente inaugurato nel 1970: della struttura originale faceva parte solo l'attuale edificio, la tribuna Lanzoni, allora affacciata al più recente quartiere rodigino, il quartiere Commenda.

Una fase di Italia - All Blacks XV del 1979

Tra i pochi stadi espressamente dedicati al rugby, il Battaglini ospitò per diversi anni, oltre le partite interne della squadra casalinga, anche gli incontri della Nazionale italiana, tra i quali il più rappresentativo figura essere quello, pur senza valenza di test match, svoltosi il 28 novembre 1979, tra l'Italia e gli All Blacks XV, conclusosi 18-12 per gli ospiti. In quell'occasione, per la portata dell'evento, le presenze degli spettatori superarono le aspettative e si arrivò a ospitare circa 11 000 appassionati, sistemati, oltre che sulle tribune, anche a bordo campo: la Questura diede il permesso straordinario di aprire i cancelli e di sistemare gran parte dei tifosi rimasti senza biglietto, in gran parte studenti, alle spalle dei tabelloni pubblicitari.
Un altro incontro di rilievo fu disputato al Battaglini durante la Coppa Europa 1982-83: l'Italia riuscì a conquistare il primo risultato utile contro la Francia in un incontro internazionale, benché quest'ultima si fosse presentata nella competizione con la selezione A1 e non abbia mai riconosciuto alla gara il titolo di test match: il risultato finale fu di 6-6, con una meta trasformata per parte; a seguire la prima vittoria contro una Nazionale britannica, la Scozia (che anch'essa non concesse il test match), nel 1993, per 18-15.
L'impianto fu successivamente ampliato e ammodernato con la costruzione della tribuna est, oggi dedicata a Isidoro Quaglio (1942-2008), già giocatore del Rovigo e della Nazionale. Nell'era-playoff del massimo campionato nazionale di rugby lo stadio ha, inoltre, ospitato quattro volte la finale, nel 1996, nel 1999, nel 2002 e nel 2011. In occasione della finale del 28 maggio 2011 tra Rovigo e Petrarca fu riaperta la tribuna nord (prima inagibile) e approntata una sud esclusivamente per i tifosi ospiti; con tali modifiche la capienza dello stadio fu provvisoriamente estesa a 7 000 posti. Nel 2011 ospitò i campionati mondiali U 20 di categoria, tenutisi in Italia.

## Incontri di rilievo

### Internazionali
| Arbitro: | Pogutz |

|                       |      |                          |
| 69’ R. Francescato    | mt   | 4’ Mexted 10’ Fraser     |
| 69’ S. Bettarello     | tr   | 4’, 10’ Hewson           |
| 6’, 12’ S. Bettarello | c.p. | 40’ Hewson 61’ R. Wilson |

| Arbitro: | Parfitt |

|                  |    |             |
| 9’ Zanon         | mt | 46’ Mothe   |
| 9’ S. Bettarello | tr | 46’ Lescure |

| Arbitro: | Roelands |

|                                        |      |                              |
| 11’, 20’, 25’, 44’, 57’, 60’ Domínguez | c.p. | 17’, 26’, 37’, 46’, 54’ Dods |

### Finali del campionato italiano
| Arbitro: | Giacomel (Musile di Piave) |

|                              |      |                          |
| 68’ Cuttitta                 | mt   | 22’ L. Perziano          |
| 16’, 64’, 72’, 79’ Domínguez | c.p. | 5’, 11’, 18’, 32’ Lynagh |
| 42’, 47’ Domínguez           | drop |                          |

| Arbitro: | Salera (Roma) |

|                       |      |                        |
| 3’ Pilat 69’ Visentin | mt   | 53’ Berry              |
| 3’ Pilat 69’ Pavin    | tr   |                        |
| 21’, 42’, 57’ Pavin   | c.p. | 9’, 45’, 64’ Rolleston |

| Arbitro: | Stefano Mancini (Frascati) |

|                           |      |                                     |
| 32’ Denhardt 80’ Dolcetto | mt   |                                     |
| 11’, 18’, 59’ C. Steyn    | c.p. | 30’, 36’, 61’ Rolleston 67’ Griffen |

| Arbitro: | Stefano Pennè (Milano) |

|                          |      |                        |
| 6’ Mahoney 23’ Bacchetti | mt   | 31’, 44’ Costa-Repetto |
| 7’, 26’ Bustos           | tr   | 33’ Mercier            |
|                          | c.p. | 12’, 37’ Mercier       |

| Arbitro: | Marius Mitrea (Treviso) |

|             |      |                 |
| 78’ Mahoney | mt   | 17’ Di Giulio   |
| 78’ Basson  | tr   |                 |
| 44’ Basson  | c.p. | 4’, 37’ Seymour |

| Arbitro: | Matteo Liperini (Livorno) |

|                                   |      |              |
| 64’ McCann                        | mt   | 77’ Zdrilich |
|                                   | tr   | 77’ Vlaicu   |
| 16’, 19’, 48’, 51’, 58’ S. Basson | c.p. | 33’ Vlaicu   |
|                                   | drop | 3’ Vlaicu    |